# Barbara Matić
Barbara Matić   (Split, 3 de desembre de 1994) és una judoka croata, que competeix en la categoria de pes mitjà (actualment -70kg). Ha participat en 3 Olimpíades, guanyant la medalla d'or en els Jocs Olímpics de París 2024. A més, ha guanyat 3 medalles (2 d'or) en els Campionats del Món i 6 medalles (1 d'or) en els Campionats d'Europa.
La seva germana petita Brigita Matić també ha estat una judoka d'èxit a nivell júnior.

## Trajectòria professional
| Jocs Olímpics      | Jocs Olímpics  | Jocs Olímpics | Jocs Olímpics |
| Any                | Seu            | Posició       | Categoria     |
| ------------------ | -------------- | ------------- | ------------- |
| 2016               | Rio de Janeiro | 1a ronda      | -70 kg        |
| 2020               | Tòquio         | 5a posició    | -70 kg        |
| 2024               | París          | 1             | -70 kg        |
| Campionat del Món  |                |               |               |
| 2014               | Txeliàbinsk    | 5a posició    | -70 kg        |
| 2015               | Astanà         | 2a ronda      | -70 kg        |
| 2017               | Budapest       | 2a ronda      | -70 kg        |
| 2017               | Budapest       | 2a ronda      | Equips mixt   |
| 2019               | Tòquio         | 2a ronda      | -70 kg        |
| 2021               | Budapest       | 1             | -70 kg        |
| 2022               | Taixkent       | 1             | -70 kg        |
| 2023               | Doha           | 3             | -70 kg        |
| Campionat d'Europa |                |               |               |
| 2013               | Budapest       | 5a posició    | -70 kg        |
| 2014               | Montpeller     | 3             | -70 kg        |
| 2015               | Bakú           | 1/8 final     | -70 kg        |
| 2017               | Varsòvia       | 3             | -70 kg        |
| 2017               | Varsòvia       | 3             | Equips femení |
| 2018               | Tel-Aviv       | 5a posició    | -70 kg        |
| 2019               | Minsk          | 3             | -70 kg        |
| 2020               | Praga          | 1/8 final     | -70 kg        |
| 2022               | Sofia          | 1/8 final     | -70 kg        |
| 2023               | Montpeller     | 3             | -70 kg        |
| 2024               | Zagreb         | 1             | -70 kg        |
| 2024               | Zagreb         | 5a posició    | Equips mixt   |